# The Ballad of the Sad Cafe
The Ballad of the Sad Cafe è un'opera teatrale del drammaturgo statunitense Edward Albee, tratta dall'omonimo racconto di Carson McCullers.

## Trama
Amelia, la proprietaria del Sad Café, butta fuori di casa il marito Marvin nel mezzo della loro prima notte di nozze. Tormentato da rabbia e desiderio, l'uomo decide di lasciare la città, per poi tornare alcuni anni dopo e scoprire che la moglie riversa tutto il suo affetto su Lyman, un cugino affetto da nanismo. Lyman prova una profonda attrazione per Amelia e Marvin usa la cosa a suo favore: minaccia infatti di scappare via con Lyman qualora lei non lo riprendesse al Sad Café.

## Produzioni
The Ballad of the Sad Café debuttò al Martin Beck Theatre di Broadway il 30 ottobre 1963 e rimase in scena per 123 repliche fino al 15 febbraio 1964. Alan Schneider curava la regia e il cast comprendeva Colleen Dewhurst (Miss Amelia), Lous Antonio (Marvin Macy) e Michael Dunn (Lyman). La piece fu candidata a sei Tony Award, tra cui migliore opera teatrale, miglior attrice (Dewhurst) e miglior attore non protagonista (Dunn).

## Adattamenti
Nel 1991 il regista Simon Callow ha diretto il film La ballata del caffè triste sul soggetto del dramma.